# Iwona Grabska-Liberek
Iwona Irena Grabska-Liberek (ur. 7 maja 1958 w Białymstoku) – polska okulistka, profesorka nauk medycznych, kierowniczka Kliniki Okulistyki oraz ordynatorka Oddziału Klinicznego Okulistyki Centrum Medycznego Kształcenia Podyplomowego. Od 2016 prezeska Polskiego Towarzystwa Okulistycznego.

## Życiorys
Ukończyła warszawskie XXI Liceum Ogólnokształcące im. Kołłątaja, a następnie studia medyczne na Akademii Medycznej w Warszawie (1983). W 1987 i 1992 zdobyła odpowiednio pierwszy i drugi stopień specjalizacji w zakresie okulistyki.
W 1991 otrzymała etat asystencki w Klinice Okulistyki II macierzystej uczelni, którą wówczas zaczął kierować Jerzy Szaflik. W latach 1995–2012 była wicedyrektorką warszawskiego Banku Tkanek Oka. W 2014 awansowała na stanowisko profesorki nadzwyczajnej.
Stopień doktorski uzyskała w 1998 na Akademii Medycznej w Warszawie na podstawie rozprawy „Ocena wyników chirurgicznego leczenia jaskry i zaćmy w zabiegach jednoczesnych i dwuetapowych” (promotorem doktoratu był J. Szaflik). W 2004 objęła funkcję kierownika Kliniki Okulistyki w Centrum Medycznym Kształcenia Podyplomowego. Habilitowała się w 2008 w Centrum Medycznym Kształcenia Podyplomowego na podstawie dorobku naukowego i pracy pod tytułem „Przebieg retinopatii u myszy z cukrzycą streptozotocynową po ksenotransplantacji opłaszczonych wysp Langerhansa”. W 2016 otrzymała tytuł naukowy profesorki nauk medycznych.
W 2009 została mazowiecką konsultantką wojewódzką w dziedzinie okulistyki. W 2010 stała się członkinią komisji egzaminacyjnej z okulistyki oraz przewodniczącą zespołu ekspertów ds. akredytacji przy ministrze zdrowia. W 2012 objęła funkcję p.o. dyrektora stołecznego Banku Tkanek Oka z miejsce dotychczasowego dyrektora – Jerzego Szaflika.
Prowadzi własną klinikę Libermedic.

## Członkostwo w organizacjach
Jest członkinią Polskiego Towarzystwa Okulistycznego. W ramach Towarzystwa w 2008 została wiceszefową Sekcji Jaskry oraz wiceszefową oddziału warszawskiego, a w 2010 weszła w skład prezydium PTO. Prezeska PTO w latach 2016–2019.
Jest członkinią Polskiego Towarzystwa Transplantologicznego (od 1991), Amerykańskiej Akademii Okulistyki oraz Europejskiego Stowarzyszenia Chirurgów Refrakcyjnych i Zaćmowych (od 2001).
W 2011 została – wraz z Ewą Mrukwą-Kominek – polską delegatką PTO w sekcji okulistyki European Union of Medical Specialists (UEMS). W tym samym roku została prezeską i współzałożycielką Polskiego Stowarzyszenia Banków Tkanek i Komórek.

## Badania i publikacje
Zainteresowania badawcze Iwony Grabskiej-Liberek oscylują wokół takich zagadnień jak: chirurgia refrakcyjna, transplantologia, stożek rogówki, chirurgia zaćmy i jaskry, schorzenia tylnego odcinka (wpływ VEGF na schorzenia siatkówki), nabłonek rogówki oraz analiza fraktalna naczyń siatkówki.
W 2012 została redaktorką naczelną internetowego serwisu edukacyjnego dla lekarzy okulistów utworzonego przez Polskie Towarzystwo Okulistyczne wraz z wydawnictwem Elsevier (w radzie programowej serwisu zasiada m.in. Bożena Romanowska-Dixon, Alina Bakunowicz-Łazarczyk i Wojciech Lubiński).
Współautorka (wraz z J. Szaflikiem i J. Izdebską) książki „Stany nagłe w okulistyce” (wyd. 2005, ISBN 83-200-3100-1) oraz „Ultrabiomikroskopia – zastosowanie w okulistyce” (wraz z J. Kosmalą, wyd. 2012, ISBN 83-7988-196-6). W 2010 roku została redaktorem naczelnym polskiego wydania czasopisma Ophthalmology (pismo ukazywało się w Polsce jako dwumiesięcznik w latach 2005–2010). Publikowała m.in. w Klinice Ocznej.

## Odznaczenia
- 2005 – Srebrny Krzyż Zasługi[8]
- 2014 – Złoty Krzyż Zasługi[14][15]
- 2018 – Odznaka honorowa „Za zasługi dla ochrony zdrowia”[16]